# Élis
Pour le groupe de musique, voir Elis. Pour l'entreprise de services, voir Elis (entreprise).
Pour l’article ayant un titre homophone, voir Hélice.

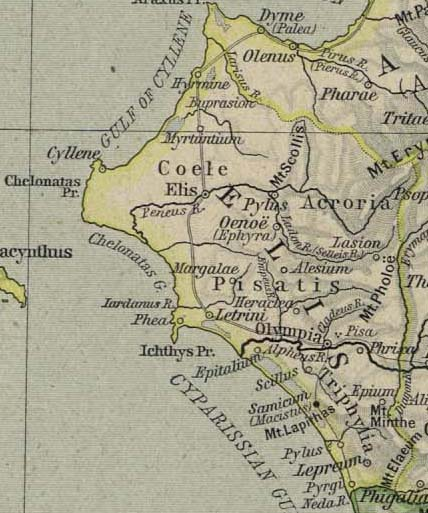
Carte de l'Élide antique

Élis (en grec ancien : Ἦλις / Êlis, en dorien Ἆλις / Âlis, en grec moderne : Ήλιδα / Ílidha) était une cité grecque située au nord-ouest du Péloponnèse, à l'ouest de l'Arcadie.
Elle était la capitale de l'Élide. Le sanctuaire d'Olympie dépendant de son territoire, Élis avait la charge d'organiser les Jeux olympiques antiques.

## Géographie
D'un point de vue géographique, la cité était située dans une région alluviale avec un sol fertile, plat et sablonneux irrigué par deux fleuves : l'Alphée et le Pénée. Un climat doux, des eaux toute l'année et l'abondance de ressources naturelles ont permis le développement de l'agriculture et de l'élevage sur une grande partie du territoire de la cité. Dans l'histoire, cela a permis à la population locale de vivre en autarcie et d'élever de nombreux villages et sanctuaires.

## Histoire
À l'époque des invasions doriennes de 1100 av. J.-C., selon l’Iliade d'Homère, des tribus éoliennes, dirigées par le chef peut-être mythique Oxylos, s'établissent dans le pays et fondent par un synœcisme la cité d'Élis qui devient la plus puissante, étendant sa domination et son influence sur les cités voisines, habitées par les Épéens autochtones. C'est sous leur protection que le sanctuaire d'Olympie se développa et devint un point culturel important.
La période la plus prospère et riche d'Élis se situe entre 580 et tout le Ve siècle av. J.-C. avec un développement des zones régionales et leurs alentours sous couvert de la protection de Zeus.
Le sanctuaire d'Olympie devint un enjeu de rivalité entre puissances politiques qui vont tenter par tous les moyens de se l'attribuer : ce fut entre autres le cas de Pise.
S'étant étoffée en termes démographique et militaire, Élis réussira, avec l'aide de Sparte, à battre Pise en 580 av. J.-C. et à reprendre ses droits sur le sanctuaire d'Olympie. Pise tentera en 464 av. J.-C. la reconquête du sanctuaire mais fut défaite et détruite.
Membre de la Ligue du Péloponnèse, Élis participa à la guerre du Péloponnèse comme alliée de Sparte. Les Éléens firent ensuite alliance avec Athènes en 420 av. J.-C. ; il en résulta une lutte âpre contre Sparte. Finalement le roi spartiate Agis II envahit l'Élide et soumit la ville d'Élis en 399–397 av. J.-C. Puis il ravagea et brûla la région, et tout particulièrement la ville d'Olympie. Enfin il laissa une garnison aux ordres de l'harmoste Lysippe qui finit de ravager le pays,.
Finalement dès 146 av. J.-C., quand l'ensemble de la Grèce est soumise aux Romains, l'Élide et ses cités perdront définitivement leur indépendance et seront parties intégrantes de la province romaine d'Achaïe qui jouira à plusieurs reprises des faveurs et honneurs de prestigieux nobles romains débarqués en tant que pacificateurs et libérateurs du monde hellénistique.
Elle fut le siège d'une école de philosophie, fondée par Phédon d'Élis et connue sous le nom de secte élienne. Elle est décrite par Pausanias aux chapitres 23 à 26 du livre VI de sa Description de la Grèce.
C'est également le lieu de naissance de Pyrrhon d'Élis, philosophe, le fondateur de l'École sceptique.

## Les réformes de la cité
De par son vaste territoire, il y eut à Élis des institutions locales telles qu'un système judiciaire pour régler les petits conflits. Les grands sujets de la cité tournaient autour de l'administration, de la vie publique et de l'organisation des Jeux olympiques qui, pour cet événement se discutait le plus souvent dans l'agora ; le marché d'Élis où se trouvaient les bâtiments dédiés aux Jeux dont deux gymnases et une palestre consacrés à l'entraînement des athlètes locaux ou étrangers. Sur l'agora on retrouve aussi les bâtiments administratifs tels que la maison et le portique des Hellanodices et religieux comme les temples et sanctuaires mais aussi un hippodrome sur la place[pas clair]. C'est d'ailleurs les riches qui investissent les maisons de campagne et il faut parfois contenir les arrivés dans la cité[réf. nécessaire]. Au VIe siècle av. J.-C., Élis procédera à de vastes réformes dans le domaine politique, comme le régime oligarchique est écarté par un régime monarchique. En ce qui concerne le domaine administratif on aura l’administration du culte, l’organisation de fêtes et la présidence des Jeux sous la protection des Lacédémoniens. De plus l’accessibilité à certains postes à tous les citoyens d'Élide comme la fonction de membre du jury (Hellanodice) n'est plus héréditaire et est sur la base de l'élection.

## Les Jeux olympiques
Des fonctionnaires appelés hellanodices et hiéramoi (prêtres) étaient spécialement chargés du bon fonctionnement des Jeux olympiques.
Il existe une rivalité entre le nord et le sud : Élis est la cité souveraine depuis la reconnaissance d’Agis en 398 sur Olympie. Elle préside les fêtes olympiques et profite du trésor des dieux. En tant qu’organisatrice majeure elle doit veiller à la sécurité et au bon déroulement de l'événement. Si la cité gagne les jeux, alors elle obtient une rémunération. Les jeux sont à la fois des actes politiques avec les alliances entre tributs et un gage de reconnaissance envers les dieux. Les concurrents doivent s’inscrire dans des délais légaux sur une liste spéciale appelée lokama et doivent accomplir des stages dans le gymnase d’Élis avec les hellanodices.

## Archéologie

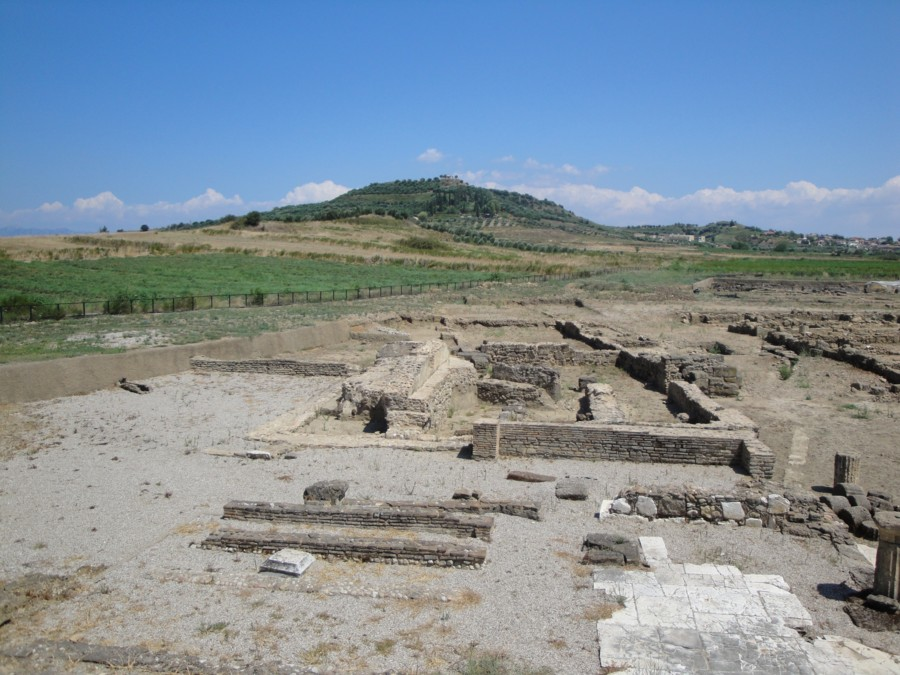
Vue de ruines et de l'acropole

Le site, situé près des localités de Kalyvia et d'Archéa Ilida (Ancienne-Élis), comprend notamment une acropole, un théâtre et une agora.
Les fouilles débutèrent en 1910 avec l'Institut archéologique autrichien d'Athènes.

## Mythologie
Élis est le fils d'Eurycidé, fille d'Endymion et de Poséidon. Il succéda à Endymion, son grand-père, sur le trône d'Élide et fonda la ville d'Élis.
Le dieu protecteur de la cité était Hadès, un temple lui était dédié mais était ouvert une seule fois par an et seulement pour le prêtre du dieu.

## Personnages célèbres
- Corèbe d'Élis, premier vainqueur d'une épreuve olympique
- Pyrrhon d'Élis, philosophe, un des fondateurs de l'École sceptique.
- Phédon d'Élis, philosophe proche de Socrate, fondateur de l'École d'Élis
- Hippias d'Élis, philosophe, mathématicien, diplomate, interlocuteur de Socrate dans certains dialogues de Platon
- Libon d'Élis, architecte grec du temple de Zeus à Olympie
- Eupolémos d'Élis, athlète vainqueur olympique
- Tisamène, devin

## Vocabulaire
Il existe plusieurs adjectifs qualifiant ce qui se rapporte à Élis : l'adjectif élien, l'adjectif éléen et l'adjectif éliaque. L'adjectif correspondant à ce qui se rapporte à l'Élide est élidien.